# 잭 카터

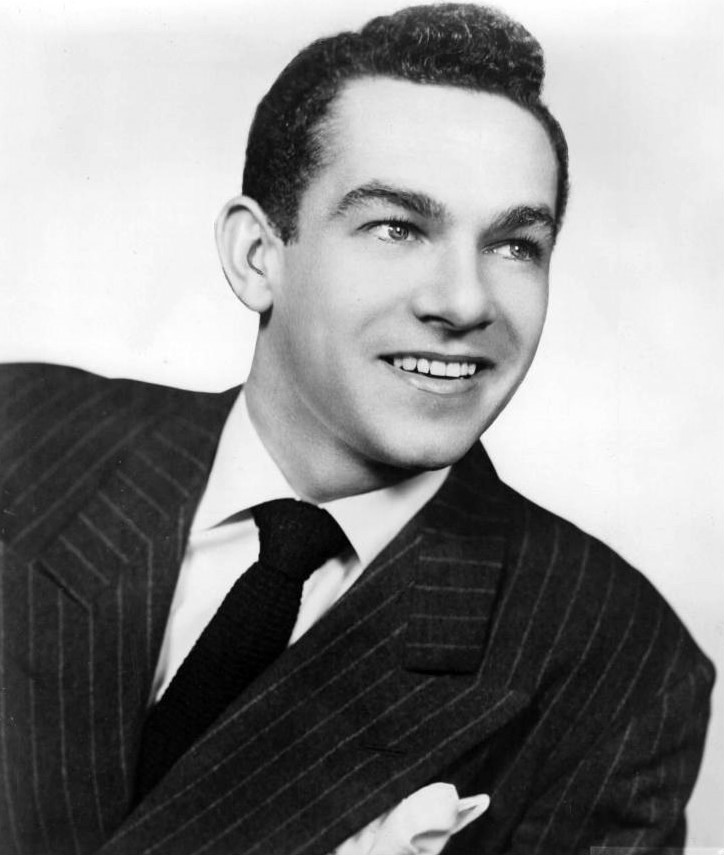

잭 카터(Jack Carter, 1922년 6월 24일 ~ 2015년 6월 28일)는 미국의 배우이다.
뉴욕에서 태어났으며 베벌리힐스에서 사망하였다. 사인은 호흡 부전이다.

## 출연 작품
- 웬 주스 워 퍼니 (2013년)
- 렛 고 (2011년)
- 미스터 웜스 - 돈 리클스 프로젝트 (2007년) - 본인 역
- 원 라스트 라이드 (2004년)
- 플레이 투 더 본 (1999년)
- 현대판 톰 소여의 모험 (1998년)
- 브로큰 하트 (1998년)
- 대포알탄 사나이 (1997년)
- 리빙 싱글 (1993년)
- 사랑의 조건 (1992년)
- 죽음의 정사 (1992년)
- 우주의 투사 (1991년)
- 멜리딕션: 저주받은 쾌락 (1990)
- 하니웰 수용소 (1989년)
- 다이안 (1987년)
- 황홀한 연인 (1984년)
- 햄본과 힐리 (1984년)
- 세페레이트 웨이즈 (1981년)
- 하트비프 (1981년)
- 세계사 (1981년)
- 머슬 비치의 허슬러 (1980년)
- 엘리게이터 (1980년) - 시장 역
- 옥타곤 (1980년)
- 해피 후커 2 - 워싱턴 가다 (1977년)
- 허슬 (1975년)
- 119 구조대 (1972년)
- 데이빗 프로스트 쇼 (1969년)
- 익스트로더네리 씨맨 (1969년)
- 비바 라스베가스 (1964년)
- 제인에게 무슨 일이 (1959년)

### 텔레비전
- 배트맨 (1966)
- 킹 오브 더 힐 (2001-02) - 목소리
- ER (2005-06)
- 아이칼리 (2010)
- 꿈꾸는 낙원 (1978년)
- 형사 맥밀란 (1971년)